# I liga 2004-2005 (calcio a 5)
Il Campionato polacco di calcio a 5 2004-2005 è stato l'undicesimo campionato polacco di calcio a 5, disputato nella stagione 2004/2005 e che ha visto imporsi per la seconda volta il Baustal Kraków.
| Pos | Squadra                   | Pti | G  | V  | N | P  | GF  | GS  |
| --- | ------------------------- | --- | -- | -- | - | -- | --- | --- |
| 1   | Baustal Kraków            | 56  | 22 | 18 | 2 | 2  | 129 | 68  |
| 2   | Clearex Chorzów           | 54  | 22 | 17 | 3 | 2  | 129 | 56  |
| 3   | Holiday Chojnice          | 48  | 22 | 15 | 3 | 4  | 100 | 66  |
| 4   | Akademia Poznań           | 37  | 22 | 11 | 4 | 7  | 103 | 86  |
| 5   | PA Nova-Eurogames Gliwice | 29  | 22 | 8  | 5 | 9  | 70  | 70  |
| 6   | Marioss Opole             | 29  | 22 | 8  | 5 | 9  | 67  | 70  |
| 7   | Jango Myslowice           | 29  | 22 | 8  | 5 | 9  | 67  | 77  |
| 8   | Siemianowice Śląskie      | 28  | 22 | 8  | 4 | 10 | 97  | 99  |
| 9   | Radan Gliwice             | 28  | 22 | 9  | 1 | 12 | 73  | 77  |
| 10  | KP Owlex Lodz             | 22  | 22 | 6  | 4 | 12 | 78  | 96  |
| 11  | Rekord Bielsko-Biała      | 15  | 22 | 4  | 3 | 15 | 64  | 106 |
| 12  | Wulkan Wroclaw            | 1   | 22 | 0  | 1 | 21 | 33  | 139 |